# Marek Tercz
Marek Tercz (ur. 15 marca 1954 w Kielcach) – poeta, pieśniarz, bard, kompozytor.
Zdobył wiele nagród, był laureatem m.in. Ogólnopolskiego Przeglądu Piosenki Artystycznej (1980), Studenckiego Festiwalu Piosenki w Krakowie, Festiwalu Artystycznego Młodzieży Akademickiej "Fama", Festiwalu Piosenki w Opolu (z Piwnicą pod Baranami). Jest autorem piosenek wykonywanych m.in. przez aktorów Piwnicy pod Baranami, Przemysława Gintrowskiego, Ilonę Sojdę, Roberta Kasprzyckiego, Tomasza Żółtkę, Mariolę Berg, Sylwię Gawłowską. W latach 1996–2000 związany był z Teatrem Ecce Homo. Jesienią 2002 r. powołał do istnienia w Kieleckim Centrum Kultury scenę alternatywną Salon Underground, na której prezentuje muzyczno-poetyckie performance. Jest członkiem kapituły nagrody im. Jacka Kaczmarskiego, przyznawanej przez Instytut Sztuki w Krakowie, a wręczanej podczas kolejnych edycji Studenckiego Festiwalu Piosenki w Krakowie, członkiem rady artystycznej tegoż festiwalu oraz kapituły nagrody im. Grzegorza Ciechowskiego, przyznawanej na Przeglądzie Piosenki Aktorskiej we Wrocławiu.
Obecnie tworzy muzykę teatralną, przygotowuje adaptacje teatralne wielu utworów literackich, jest opiekunem artystycznym laureatki 42. Studenckiego Festiwalu Piosenki – Ilony Sojdy, a także Sylwii Gawłowskiej, dla których pisze muzykę i teksty.